# Asarum europaeum
Asarum europaeum L., noto comunemente come nardo selvatico, renella, asarabacca e zenzero selvatico europeo, è una pianta erbacea della famiglia Aristolochiaceae, con fiori viola scuro, ascellari, singoli, che crescono sul terreno. 

## Distribuzione e habitat
Essa è diffusa in Europa, dalla Finlandia meridionale alla Russia settentrionale, dal sud della Francia all'Italia alla Macedonia del Nord.
È anche coltivata estensivamente al di fuori del suo areale come pianta ornamentale.
Talvolta viene raccolta per utilizzo come spezia o aroma.